# ريك روبرسون
ريك روبرسون (بالإنجليزية: Rick Roberson)‏ مواليد 7 يوليو 1947 في ممفيس، هو لاعب كرة سلة أمريكي سابق. بدأ مسيرته الاحترافية في سنة 1969. تم اختياره من قبل فريق لوس أنجلوس ليكرز خلال الدرافت. يبلغ طوله 6 قدم 9 بوصة (2.1 م). اعتزل اللعب في 1976. أحرز خلال مسيرته في الإن بي إيه 3826 نقطة بمعدل 9.0 نقاط في المباراة الواحدة.

## المسيرة الاحترافية
لعب مع لوس أنجلوس ليكرز من سنة 1969 إلى 1971، ثم لعب مع كليفلاند كافالييرز من سنة 1971 إلى 1973، ثم لعب مع بورتلاند ترايل بلايزرز في موسم 1973–1974، ثم لعب مع يوتا جاز في موسم 1974–1975، ثم لعب مع سكرامنتو كينغز في موسم 1975–1976.

## روابط خارجية
- ريك روبرسون على موقع إن بي أي (الإنجليزية)
- ريك روبرسون على موقع سبورتس رفرنس (الإنجليزية)
- ريك روبرسون على موقع كلية كرة السلة في سبورتس رفرنس.كوم (الإنجليزية)
- ريك روبرسون على موقع ريلجم (الإنجليزية)
- ريك روبرسون على موقع بروبوليرز (الإنجليزية)